# カダヴァー
カダヴァー(CADAVER)はノルウェーのデスメタル／ブラックメタルバンド。1988年に結成されアルバムを数枚リリースしたが1993年に一度解散。その後、メンバーだったアンデシュ・オデンによって1999年にカダヴァー・インク(CADAVER INC.)という名で再結成が行われる。その後、名前をカダヴァーに戻し活動を行ったが、2004年に解散。2019年にオデンとメガデスのダーク・ヴェルビューレンによって再々結成した。
初期の頃はウッドベースやフルートを導入してプログレッシブ・デスメタルとでも言えるようなデスメタルバンドであったが、再結成後はブラックメタル寄りのアプローチになりブラストビートを全面に展開する楽曲が多くなった。またライブではコープスペイントを施したパフォーマンスを展開していた。

## 略歴
1988年にアンデシュ・オデンとオーレ・ビェルケバッケによってカダヴァー(CADAVER)が結成される。その後、1989年にベースのレネー・ヤンスンが加入し、トリオ編成でデモテープ『Abnormal Defomity』を作成。このデモテープはカーカスのメンバーの興味を惹くこととなり、当時彼等が運営していたイヤーエイク・レコード傘下のネクロシス・レコードから1stアルバム『Hallucinating Anxiety』をリリースした。なお、レコード盤やカセットリリースの物は単独リリースであったが、CD盤についてはカーネイジの1stアルバム『Dark Recollections』とのスプリットアルバム『Dark Recollections/Hallucinating Anxiety』としてリリースされることとなった。CD盤では、スプリットアルバムとなってしまったために、レコード盤等と比較すると、1曲（「Hypertrophyan」）が削減されることとなった。アルバムのリリース後、ベースのレネー・ヤンスンが脱退し、代わりにアイラート・ソルスタが加入する。1992年には2ndアルバム『...In Pains』をイヤーエイク・レコードよりリリースするが、バンド内で方向性の相違により1993年に解散することとなった。その後、アンデシュ・オデンはシンセポップバンド、アポプティグマ・ベルツァークのメンバーとして参加する一方、マジェンタでの活動を行っていたが。1998年にサティアーに誘われる形で、サテリコンの『Meggio』、『Rebel Extravaganza』や、メイヘムのアルバムに参加することになり、再びエクストリーム・メタルへの意欲を持つこととなる。
1999年になってアンデシュ・オデンは新たに3人のメンバーを集め、カダヴァー・インク(CADAVER INC.)という名でバンドを再結成した。アンデシュ・オデンはオデン(Odden)を逆に綴ったネッド(Neddo)という名義を使い始めた。2001年4月にカダヴァー・インクとしてのデビュー・アルバム『Discipiine』をイヤーエイク・レコードよりリリースする。このアルバムは以前のカダヴァーがデスメタルだったのに比べてよりブラックメタル色が強くなり、ライブにおいてもコープス・ペイントを施したりと同郷のブラックメタルを強く意識した形となった。アルバムリリース後、ザイクロン、モービッド・エンジェル、エクストリーム・ノイズ・テラーらとヨーロッパ、アメリカツアーを行う。アルバム発売に伴いウェブサイト「www.cadaverinc.com」を立ち上げた。冗談半分で殺人者のアリバイ提供サービスを行ったところ大変な注目を集める事となり、ノルウェー当局から捜査を受けたりしたので騒ぎを収束させるために、バンド名をカダヴァーに戻して活動していく事になる。2002年にはノルウェーのオスロで行われたフェスティバルに出演したときのライブアルバム『Live Inferno』をラパックス・プロダクションズよりリリース。2004年にはアルバム『Necrosis』をキャンドルライト・レコードよりリリースした。このアルバムは前作のブラックメタルよりのアプローチに比べるとオーソドックスなデスメタルよりになった。リリース後メイヘムらとヨーロッパツアーを行うが、その後解散を決め、2004年9月8日に公式サイトで正式に解散したと発表された。2度目の解散後、アンデシュ・オデンはアポプティグマ・ベルツァークに再加入し、『You and Me Against the World』のレコーディング及びツアーに参加し、アルバムはヨーロッパでトップ10を獲得することになったが、2006年にはアポプティグマ・ベルツァークを脱退し、再結成したセルティック・フロストのツアーサポートギタリストとして加入した。
2019年4月に、アンデシュ・オデンとメガデスのダーク・ヴェルビューレン (Ds)の2人で再々結成することが発表された。ただし、2014年ごろには通算5枚目のアルバムをリリースする計画があり、この頃にはヴェルビューレンが参加していた。そして2016年中ごろには、既にオデンとヴェルビューレンのジャムセッションの様子がFacebookページで公開されていた。しかしながら、Facebookのバンド情報ページでは2019年に再結成したこととなっている。

## メンバー

### 現メンバー
- アンデシュ・"ネッド"・オデン (Anders "Neddo" Odden) - ギター (1988-1993, 1999-2004, 2019- )
アポプティグマ・ベルツァーク、マジェンタでの活動の他に、サテリコン、メイヘムのアルバムへの参加やセルティック･フロストのツアーサポートも担当した。
- ダーク・ヴェルビューレン (Dirk Verbeuren) - ドラムス (2019- )
メガデス、ソイルワーク、スカーヴ等でも活動。

### 旧メンバー
- オーレ・ビェルケバッケ (Ole Bjerkebakke) - ボーカル、ドラムス (1988-1993)
2ndアルバム『...In Pains』ではフルートも担当した。
- オーレ・ヨルゲン・"アポリヨン"・モー (Ole Jørgen "Apollyon" Moe) - ボーカル、ベース (1999-2004)
カダヴァー・インク時代は、ボーカル専任だった。
オーラ・ノワール、イモータルなどで活動。
- エスペン・ソルン (Espen Solum) - ギター (1989)
- L.J.バルヴァズ (L.J. Balvaz) - ギター (2000-2004)
カダヴァー・インク時代は、ベースを担当していた。
- レネー・ヤンスン (René Jansen) - ベース (1989-1992)
- アイラート・ソルスタ (Eilert Solstad) - ベース (1992-1993)
ウッドベースも使用していた。
- カール＝ミカエル・"ツラル"・アイデ (Carl-Michael "Czral" Eide) - ドラムス (1999-2004)
初期のサテリコンに在籍。また、ディム・ボルギルの1997年のツアーに参加したり、ウルヴェルでの活動や、オーラ・ノワール、DHG、Ved Buens Endeで活動している。

### サポートメンバー
- ボールド・G.・"ファウスト"・エイトゥン (Bård G. "Faust" Eithun) - ボーカル
3rdアルバム『Discipline』[注釈 3]に参加。
エンペラーの元ドラマー。
- ギルヴェ・フェンリス・フェンリズ・ナゲル (Gylve Fenris "Fenriz" Nagell) - ボーカル
3rdアルバム『Discipline』[注釈 3]に参加。
ダークスローンのドラム担当。

## ディスコグラフィー

### アルバム
- 1990年　Hallucinating Anxiety
- 1992年　...In Pains
- 2001年　Discipline[注釈 3]
- 2003年　Necrosis

### シングル・ミニアルバム
- 1999年　Primal
- 2006年　Split w/ボイス・オブ・ヘイト

### ライブ
- 2002年　 Live Inferno

### コンピレーション
- 1992年　V.A. / Masters Of Misery : An Earache Tribute (邦題：ブラック・サバスに告ぐ！)

### デモ
- 1988年　Into the Outside
- 1989年　Abnormal Deformity
- 1989年　Sunset At Dawn
- 1989年　Abnormal Deformity